# Museu d'Història de Catalunya
El Museu d'Història de Catalunya (MHC) és un museu ubicat al Palau de Mar de Barcelona, creat amb la missió de narrar als seus visitants la cultura i la història de Catalunya, cosa que fa mitjançant una col·lecció d'objectes i documents que s'hi relacionen, de recreacions històriques i ambientacions i d'equipaments audiovisuals i informàtics, que acosten de manera lúdica a la història d'aquesta nació, pretenent estimular així, alhora que informar, l'interès sobre l'evolució de la cultura catalana. Va ser creat el 1996 per impuls del Govern de la Generalitat.
El Pla de Museus 2030, aprovat pel govern de la Generalitat l'octubre del 2020, te previst convertir la institució en museu nacional, el Museu Nacional d'Història de Catalunya.

## Governança
El museu està gestionat i finançat per la Generalitat de Catalunya El museu depèn del Departament de Cultura de la Generalitat de Catalunya de la Generalitat de Catalunya, que el gestiona mitjançant l'Agència Catalana de Patrimoni Cultural.
És el museu líder de la Xarxa de Museus d'Història i Monuments de Catalunya i la Xarxa de Museus d'Etnologia de Catalunya. Aquestes dues xarxes agrupen els principals museus d'història, etnologia, ecomuseus i monuments d'arreu del país sumant una vinenta d'equipaments. Des de l'any 1997, l'edifici del museu acull també el Centre d'Història Contemporània de Catalunya i la seva biblioteca, gestionats pel Departament de Justícia.

## Direccions
- 1996: Carme Laura Gil i Miró
- 1996 — 2000 : Josep Maria Solé i Sabaté
- 2000 — 2008 : Jaume Sobrequés
- 2008 — 2014 : Agustí Alcoberro i Pericay[5][6][7]
- 2014 — 2015 : Jusèp Boya (direcció en funcions)
- 2016 — 2023: Margarida Sala i Albareda (direcció en funcions)
- 2023 — actualitat: Jordi Principal Ponce[8]

## Edifici

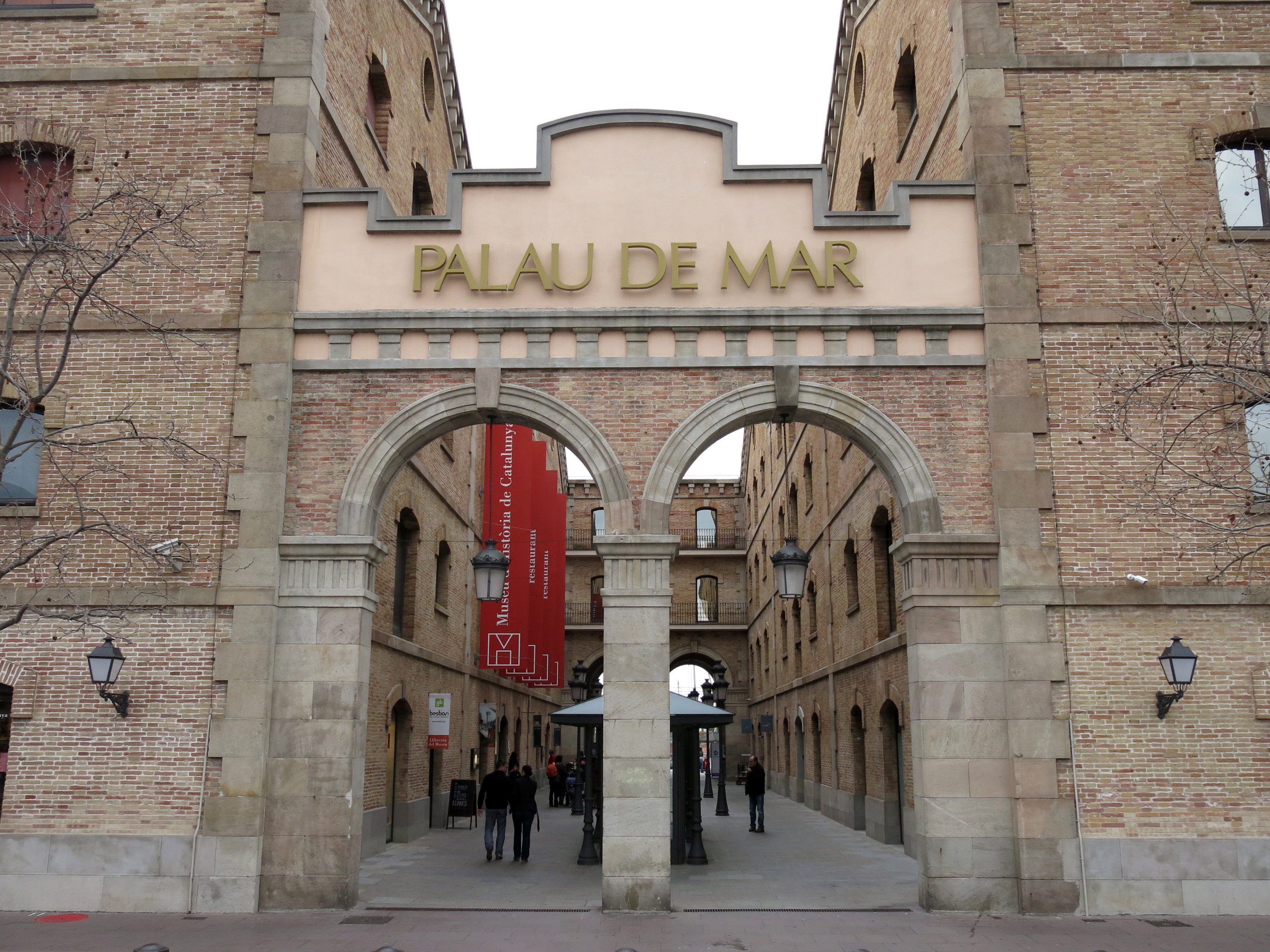
Passadís central del Palau de Mar

El MHC està ubicat al Palau de Mar. El Palau de Mar és un edifici construït entre 1880 i 1890 situat a la plaça Pau Vila per acollir els antics Magatzems Generals de Comerç. És un edifici típic de l'arquitectura portuària del segle xix i actualment és seu del Museu d'Història de Catalunya, del Centre d'Història Contemporània de Catalunya, del Departament de Justícia de la Generalitat de Catalunya i d'un seguit de negocis de noves tecnologies i de restauració gastronòmica. Antigament servia de dipòsit d'emmagatzematge de les mercaderies que arribaven al port. L'edifici forma part del conjunt d'elements més importants del patrimoni industrial de Catalunya, s'acabaren de construir a la primera dècada del segle XX i foren rehabilitats i transformats a partir de l'any olímpic del 1992. Van ser projectats l'any 1881 per l'enginyer Maurici Garrán, primer director de la Junta d'Obres del Port de Barcelona, amb la intenció de destinar-los a dipòsits comercials.

## Història
El dia 28 de juny de 1993 el Consell Executiu del Govern de la Generalitat de Catalunya prengué l'acord amb el suport unànime del Parlament de Catalunya de realitzar un projecte per a crear un Museu d'Història de Catalunya. El llavors president Jordi Pujol en fou un dels impulsors més destacats. La futura institució hauria de tenir com a objectiu principal fer que els ciutadans de Catalunya es retrobessin amb la seva història. Es va encarregar a la pedagoga Carme Laura Gil i Miró el comissiariat principal. Els arquitectes Josep Benedito i Agustí Mateos van encarregats de la remodelació i adequació del Palau de Mar. Al mateix temps, es va formar un equip pluridisciplinari per a dissenyar el relat històric, format per Francesc-Xavier Hernàndez, Agustí Alcoberro, Àngels Solé i Marina Miquel. També hi van col·laborar altres personalitats destacades com Josep Fontana, Albert Balcells, Borja de Riquer, Joan B. Culla o Josep M. Ainaud, entre d'altres, i tècnics de les principals institucions museístiques del país.
Tot aquest procés va ser àmpliament debatut entre la societat civil i política catalana. Es va debatre, per exemple, si la nova institució havia de dur el nom museu o dir-se col·lecció, o exposició, degut a la seva manca inicial de fons propis. També es va debatre com representar millor una pluralitat ideològica.

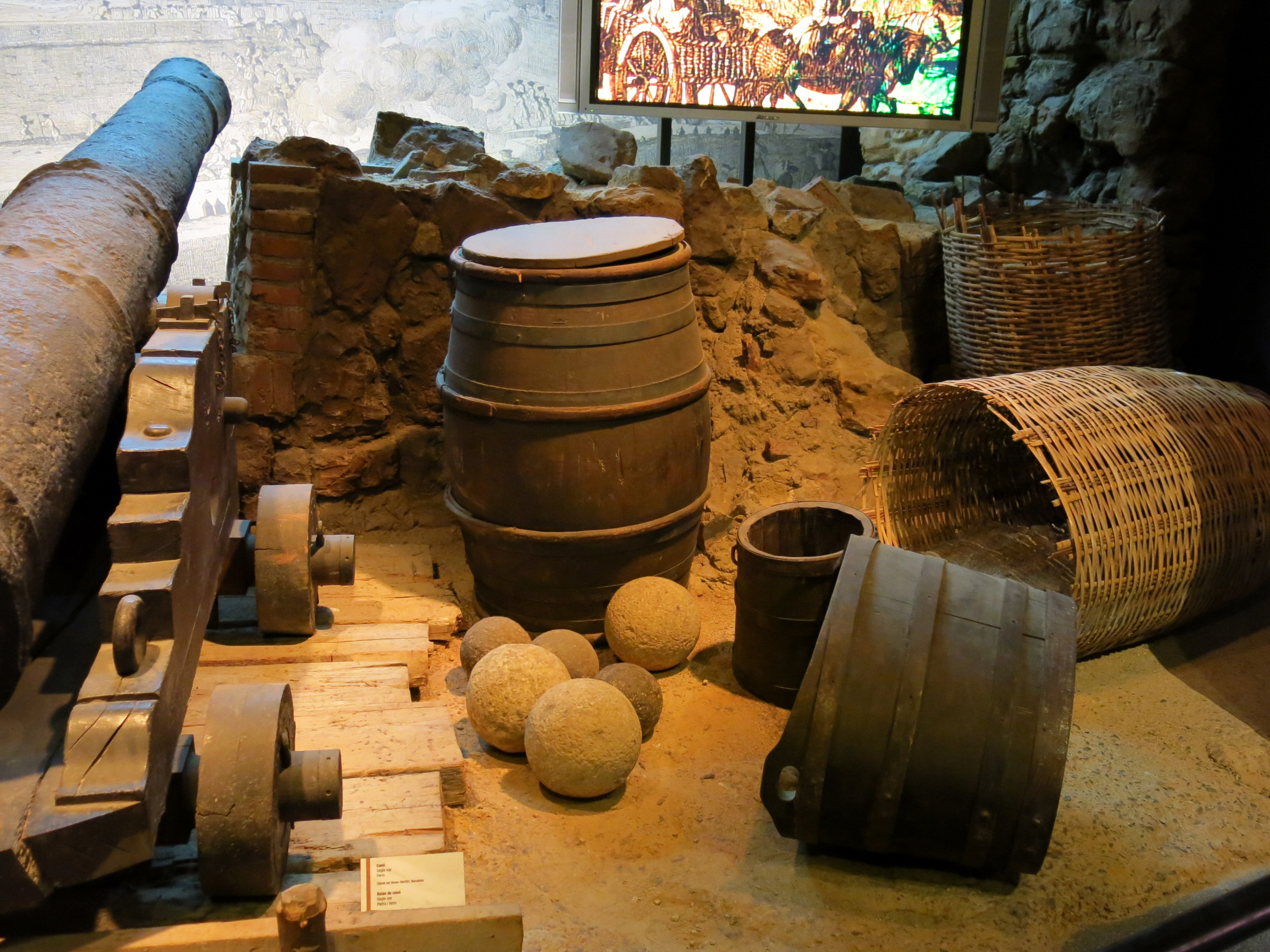
Representació d'una barricada durant la batalla de l'11 de setembre de 1714

### Inauguració
El Museu d'Història de Catalunya es va inaugurar el 29 de febrer de 1996 amb la intenció d'explicar la història del país als ciutadans de Catalunya, així com als estudiants i persones vingudes d'arreu del món, mitjançant una exposició permanent i diverses exposicions temporals. Va obrir les portes a la ciutadania el 4 de març del mateix any, i prop de 70.000 persones el van visitar durant els primers dies de portes obertes. El seu primer director fou en Josep Maria Solé i Sabaté.

### Evolució
El museu va néixer sense una col·lecció pròpia, i explicava la història de Catalunya mitjançant diversos recursos de museografia didàctica i fent servir documentació i objectes provinents del fons de la Generalitat i d'altres museus. Va dedicar la seva primera exposició temporal a la Marxa de la Llibertat.
Progressivament, el museu ha anat rebent donacions de fons materials, testimonis històrics per enriquir la seva exposició permanent, i per això ha anat gestant la seva pròpia col·lecció d'objectes. Amb l'objectiu de garantir la pluralitat històrica, l'any 2000 el museu va organitzar un equip d'experts en història de Catalunya perquè assessoressin la institució i n'actualitzessin i milloressin el discurs. Aquest equip estava format per professionals com Ernest Lluch, Jordi Maluquer, Carme Molinero i Pere Ysàs, entre d'altres. Gràcies a aquest fet l'exposició permanent s'ha anat modificant contínuament des de llavors.
El febrer de 2004 el museu va assumir la gestió de la Xarxa de Monuments propietat de la Generalitat. Aquell mateix any, va modificar les cartel·les i tota la retolació posant-la en 3 idiomes (català, castellà i anglès), per garantir-ne la difusió.
Actualment, a nivell museològic, el MHC pertany als anomenats museus de societat.

### 20è aniversari
El 2016 va encetar un seguit d'activitats per commemorar el seu 20è aniversari, sota el lema Vint anys construint la nostra memòria. El 27 de febrer va tenir lloc l'acte central de l'aniversari, amb discursos a càrrec de Santi Vila, i el director general d'Arxius, Biblioteques, Museus i Patrimoni, Jusèp Boya, i posteriorment es va oferir un petit espectacle que repassarà el passat, el present i el futur de la nostra història i de la cultura catalana, a partir de la dansa tradicional i popular i els nous llenguatges artístics. Van ser-hi presents els directors que han dirigit anteriorment el museu: Carme Laura Gil, Josep Maria Solé, Jaume Sobrequés i Agustí Alcoberro.

### Pla de Museus 2030: el futurMuseu Nacional d'Història de Catalunya
El futur del museu es veu encaminat en convertir-se en un museu nacional de la historia i la cultura catalanes. El Pla de Museus 2030, aprovat pel govern de la Generalitat l'octubre del 2020, impulsarà la creació del Museu Nacional d'Història de Catalunya fusionant els actuals Museu d'Arqueologia de Catalunya i Museu d'Història de Catalunya. Partint del projecte inicial del Pla de Museus 2007, esdevindrà així un museu de societat que aplegarà les disciplines de la història, l'arqueologia i l'etnologia per explicar el passat, el present i el futur de la societat catalana.
Encara que el projecte de museu nacional está sobre la taula des de 2007 resta encara per determinar projecte, ubicació i data d'obertura. Amb la crisi economica de 2008 s'hauria descartat un edifici de nova planta i proposat usar algun dels edificis de Fira de Barcelona construïts per l'Exposició Internacional de 1929.
Per ara només s'ha fet públic que un altre museu nacional, el Museu Nacional d'Art de Catalunya, s'ampliarà fent ús del Palau de Victòria Eugència de Fira de Barcelona amb l'horitzó d'inauguració el 2030.

## Exposició permanent

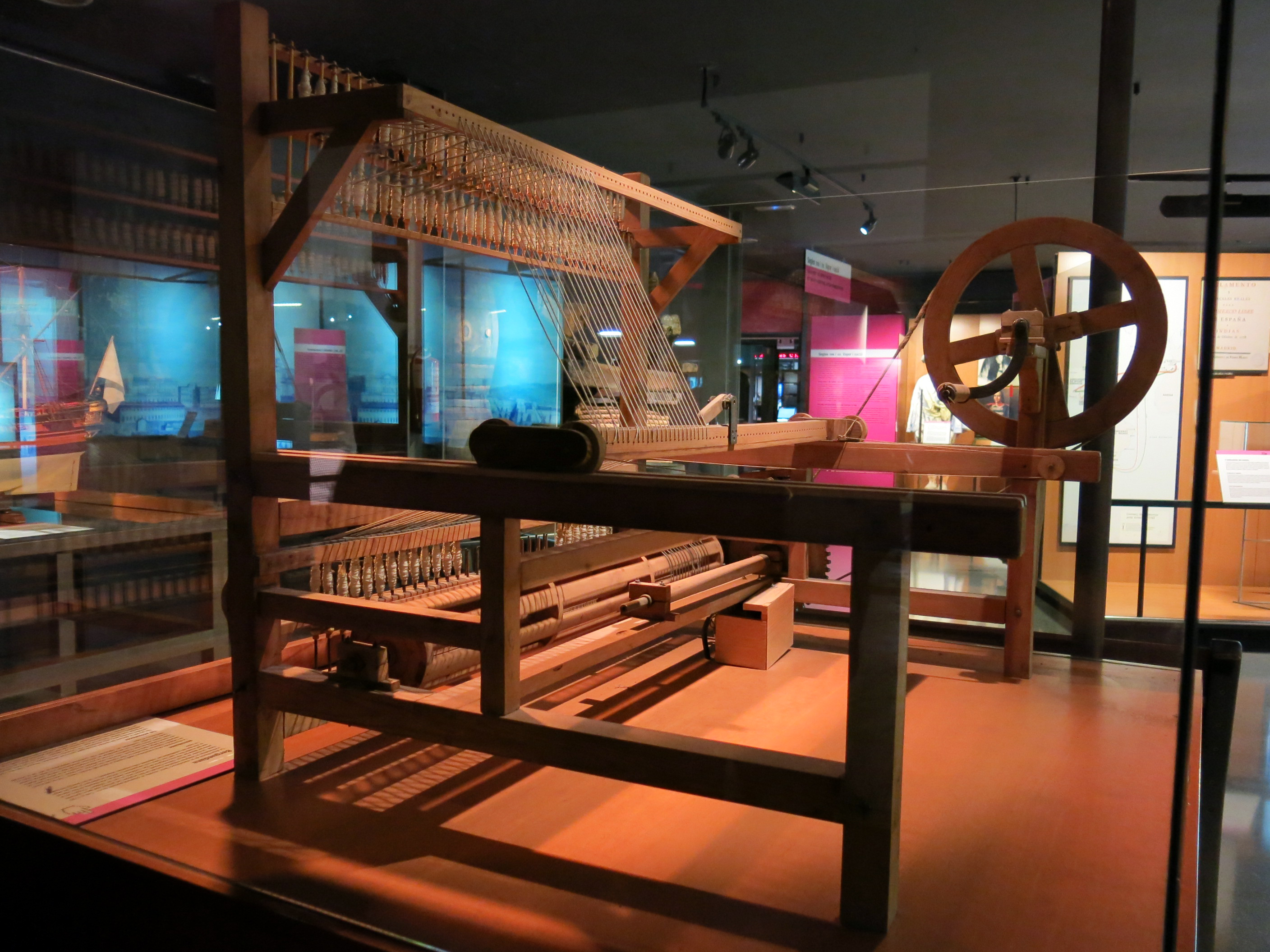
Màquina de filar berguedana dins la secció Vapor i nació

L'exposició permanent és una proposta per recórrer la història de Catalunya, abastant des de la prehistòria fins a l'actualitat, centrant el seu discurs en el coneixement i la comprensió de les característiques i evolució de les societats que han ocupat el territori avui conegut com a Catalunya, remarcant tant la vessant política, com la social, econòmica i cultural, amb un caràcter visiblement didàctic i popular. Aquesta exposició ocupa 4.000 metres quadrats i es troba distribuïda en 7 etapes:
1. Les arrels: La primera etapa, de l'exposició va des del Paleolític inferior fins a finals del segle v, època en què tingué lloc la desfeta de l'Imperi Romà d'occident donant pas a la creació del regne dels visigots de Toledo.[20]
2. El naixement d'una nació: La segona, té el seu origen l'any 711, any en què l'exèrcit musulmà emprengué la conquesta de la Hispània visigoda; i va fins a la conquesta de la Catalunya Nova que es produí el segle xii.[21]
3. La mar nostra, la tercera etapa, parteix de la conquesta de Mallorca i València per part de Jaume I, que tingué lloc al segle xiii, i que anà lligada a un fort període d'expansió; aquest apartat finalitza amb la unió dinàstica que Ferran II portà, amb Castella, arran del seu matrimoni amb Isabel I, l'any 1479.[22]
4. A la perifèria de l'Imperi ens situa a una Catalunya que manté el seu estat propi i inicia un creixement econòmic, tot i trobar-se dins l'imperi dels Àustries, imperi que havia esdevingut l'imperi europeu i mundial; aquest fou un període ple de conflictes que finalitzaren l'any 1716 amb el Decret de Nova Planta, decret lligat a la imposició del primer rei de la branca espanyola dels Borbons, i que abolí les constitucions i les institucions de Catalunya.[23]
5. Vapor i nació és una etapa que, com el mateix nom indica, ens transporta al procés d'industrialització de Catalunya i, d'altra banda, ens parla de com l'estat liberal espanyol aprofundeix la centralització política. L'etapa finalitza amb la fi del segle xix, moment de revitalització de la llengua i la cultura catalana.[24]
6. Els anys elèctrics donen pas a una caracterització de la indústria catalana del segle xx, marcada per l'extensió de l'electricitat i dels derivats del petroli. Finalitza amb la imposició de la dictadura franquista que tingué lloc amb la fi de la guerra civil l'any 1939.[25]
7. Desfeta i represa pren inici a partir de l'establiment de la dictadura del general Franco, situant-nos en un marc de repressió; i finalitza amb la mort d'aquest el 1975, i amb la transmissió que aquesta mort portarà l'inici d'una etapa de llibertats.[26]

## Exposicions temporals

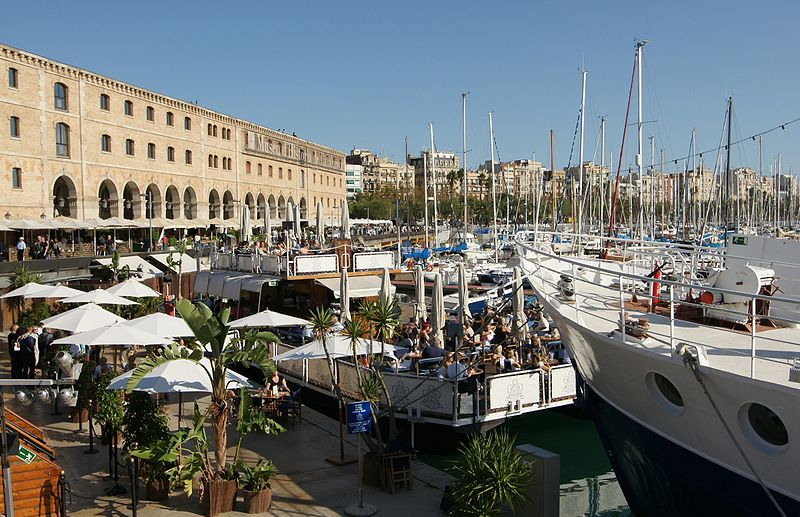
Vista lateral del Museu

Des de la seva creació, el museu ha realitzat nombroses exposicions temporals, entre les quals destaquen:
- La Catalunya Jueva, exposició que donà a conèixer el procés d'integració i la vida quotidiana de les comunitats jueves catalanes al llarg de la història a través de nombrosos objectes i documents representatius.[27]
- Càtars i trobadors. Occitània i Catalunya: renaixença i futur, exposició que mostrà les relacions que havien tingut lloc al llarg de la història entre els pobles de llengua occitana i catalana a partir d'una selecció de peces i documents.[27]
- De la protesta... a la proposta: el moviment veïnal a Catalunya, narrà, a través de fotografies, documents i un audiovisual sobre la història de les associacions veïnals, com aquestes nasqueren.[27]
- Periodisme i Periodistes. De les gasetes a la xarxa explicà al públic com evolucionà la comunicació social a Espanta i la influència que aquesta té en la societat contemporània.[27]
- Euskadi i Catalunya: memòria compartida. 1936-1940 presentà un important fons documental de la Generalitat de Catalunya per explicar com van ser dispersats arran de la guerra civil i que part dels arxius va ser custodiat per institucions basques fins que el lehendakari Juan José Ibarretxe els lliurà al president Pujol.[27]

## Seu de les xarxes de Museus d'Etnologia i d'Història i Monuments de Catalunya
El Museu d'Història de Catalunya és la institució que coordina dues xarxes de museus de societat catalanes: la Xarxa de Museus d'Etnologia de Catalunya i la Xarxa de Museus d'Història i Monuments de Catalunya.
Entre el 2004 i el 2010 el Museu d'Història de Catalunya va gestionar directament els monuments oberts al públic propietat de la Generalitat de Catalunya que estan sota la custòdia del Departament de Cultura i els monuments que són propietat d'altres entitats públiques o privades, que n'han encomanat la gestió al Departament de Cultura. Aquesta funció actualment la gestiona l'Agència Catalana de Patrimoni Cultural, el Museu d'Història de Catalunya es limita a coordinar els equipaments a través de les xarxes temàtiques.
Des de llavors s'han anat millorant les instal·lacions, creant plans directors i regulant-ne els usos i funcions dels diferents espais. També s'han anat musealitzant i creant discursos que facilitin la interpretació dels espais al màxim nombre de ciutadans.
Els primers monuments que van ser transferits el 2004 van ser: El Monestir de Sant Pere de Rodes, la Canònica de Santa Maria de Vilabertran, el Castell de Miravet, la Torre de la Manresana, el Castell de la Granada, el Monestir de Sant Pere de la Portella, el Castell i canònica de Sant Vicenç de Cardona, la Cartoixa de Santa Maria d'Escaladei, el Reial monestir de Santes Creus, el Castell Monestir de Sant Miquel d'Escornalbou, el Convent de Sant Francesc de Montblanc, la Seu Vella de Lleida, la Capella Reial de Santa Àgata, el Convent de Sant Bartomeu, la Casa Museu Rafael Casanova, el Palau Moja i la Casa Museu Prat de la Riba.

## Visitants
El gran gruix de visitants del museu són estudiants. Aquesta taula només observa les visites al mateix museu, no als seus monuments.
| Espai                         | Municipi  | 1996    | 1997    | 1998    | 1999    | 2000    | 2001    | 2002    | 2003    | 2004    |
| Museu d'Història de Catalunya | Barcelona | 148.557 | 144.853 | 158.655 | 161.138 | 170.075 | 190.475 | 302.326 | 336.453 | 337.706 |

| Monument                                      | Municipi              | 2005    | 2006    | 2007    | 2008    | 2009    | 2010    | 2011    | 2012   | 2013 | 2014 |
| Museu d'Història de Catalunya                 | Barcelona             | 293.141 | 287.381 | 263.352 | 221.998 | 287.663 | 254.285 | 191.978 |        |      |      |
| Col·legiata de Sant Vicenç de Cardona         | Cardona               | 26.091  | 24.318  | 25.425  | 23.564  | 29.496  | 30.874  | 28.183  | 31.552 |      |      |
| Casa Museu Prat de la Riba                    | Castellterçol         | 3.503   | 2.579   | 2.072   | 1.581   | 1.553   | 2.866   | 2.156   | 2.430  |      |      |
| Casa Natal de Rafael Casanova                 | Moià                  | 10.404  | 9.240   | 8.787   | 8.652   | 8.435   | 8.867   | 8.959   | 8.352  |      |      |
| Reial Monestir de Santes Creus                | Aiguamúrcia           | 78.440  | 75.193  | 77.852  | 76.516  | 76.398  | 82.095  | 77.054  | 63.964 |      |      |
| Castell monestir de Sant Miquel d'Escornalbou | Riudecanyes           | 26.100  | 22.392  | 16.540  | 15.195  | 15.800  | 20.451  | 15.615  | 21.260 |      |      |
| Castell de Miravet                            | Miravet               | 31.304  | 32.391  | 33.436  | 30.510  | 32.529  | 36.517  | 36.414  | 34.208 |      |      |
| Cartoixa d'Escaladei                          | La Morera de Montsant | 20.150  | 20.311  | 20.140  | 17.750  | 20.638  | 21.014  | 21.701  | 21.230 |      |      |
| Convent de Sant Bartomeu de Bellpuig          | Bellpuig              |         |         |         | 3.411   | 2.650   | 3.123   | 2.606   | 2.529  |      |      |
| Canònica de Santa Maria de Vilabertran        | Vilabertran           | 12.068  | 11.014  | 8.352   | 9.087   | 14.755  | 15.344  | 15.850  | 14.679 |      |      |
| Monestir de Sant Pere de Rodes                | El Port de la Selva   | 105.452 | 102.920 | 103.802 | 100.727 | 105.435 | 101.005 | 103.843 | 91.635 |      |      |
| Claramunt                                     |                       |         |         | 6.422   | 5.855   | 5.186   | 5.085   | 5.464   |        |      |      |
| Total                                         | Catalunya             |         |         |         |         |         |         |         |        |      |      |

## Activitats, serveis i recerca
El museu també organitza i promou diversos projectes relacionats amb el món de la recerca i de la divulgació científica, organitzant desenes de jornades, simposis, cursos, seminaris i col·loquis relacionats amb la història congressos i seminaris de temes relacionats amb la història de Catalunya, com per exemple alguns basats en els camps de concentració, presons de franquisme, el feudalisme, la guerra de successió o la guerra del francès. També participa en activitats com les Jornades Europees del Patrimoni, l'EFIM, diversos certàmens literaris, les Jornades de Pedagogia del Patrimoni Monumental.
A l'última planta de l'edifici de Palau de Mar es troba la biblioteca del museu, així com la terrassa, el restaurant i l'auditori, amb capacitat per a més de 80 persones. A la planta baixa hi ha una botiga-llibreria i una sala d'exposicions temporals d'accés lliure. Tot l'edifici està adaptat per a persones amb mobilitat reduïda.
El museu disposa d'un servei educatiu propi, amb l'objectiu de «possibilitar el descobriment, la investigació, l'experimentació, la sensibilització i el gaudi de la història i del patrimoni cultural. El Servei Educatiu treballa en col·laboració amb diferents professionals que aporten la seva experiència i ofereixen noves maneres d'aproximar-se a la història i a les ciències socials»
A principis de 2013 van desenvolupar una app pròpia per a fer difusió de tots els monuments que gestiona la institució.

## Publicacions
El Museu d'Història de Catalunya disposa d'un servei de publicacions amb l'objectiu de difondre permanentment la seva programació d'activitats i el coneixement sobre la història de Catalunya que es genera a la institució. També publica obres relacionades amb les exposicions temporals i actes de les jornades i congressos més destacades que s'hi celebren a l'MHC:
- Material didàctic: El museu publica diversos materials adreçats a la comunitat educativa.
- Papers de l'MHC: Secció dins de la revista L'Avenç
- Quaderns del Museu d'Història de Catalunya: Col·lecció produïda pel MUSEU.
- Mnemòsine: Revista de museologia editada de manera conjunta pel MHC i l'Associació de Museòlegs de Catalunya. Es va començar a publicar el 2004.[39]

Des de setembre de 2020, el Museu d'Història de Catalunya publica mensualment el seu pòdcast "SOM".